# Cosma Orsini
Cosma Orsini   (Roma, 1420 - Bracciano, 21 de novembre de 1481), anomenat també Cosimo Orsini, fou un cardenal i arquebisbe italià.

## Biografia
Era fill de Gentile Migliorati dels senyors de Fermo i d'Elena Orsini, germana del cardenal Latino Orsini. Així pertanyia a una noble família de les Marques, per part de pare, i, per part materna, descendia d'una de les famílies romanes més prestigioses, els Orsini, que havien donat (i van donar) papes i cardenals. Va triar el cognom de la seva mare, encara que el patern representava una família d'alt llinatge.
Va entrar a l'orde benedictina i el 1477 va esdevenir abat nullius de l'abadia de Farfa, i l'1 d'abril de 1478 el van assignar arquebisbe de Trani.
En el consistori del 15 de maig de 1480, el papa Sixt IV el va nomenar cardenal, donant-li el títol de San Sisto, que va deixar un mes després optant pel títol de Santi Nereo e Achilleo.
A la seva mort, el seu cos va ser enterrat en una tomba monumental a l'abadia de Farfa.